# Сомерсет (Массачусетс)
Сомерсет (англ. Somerset) — місто (англ. town) в США, в окрузі Бристоль штату Массачусетс. Населення — 18 303 особи (2020).

## Демографія

### Перепис 2010
Згідно з переписом 2010 року, у місті мешкало 18 165 осіб у 7087 домогосподарствах у складі 5118 родин. Було 7394 помешкання
Расовий склад населення:
| - 97,4 % — білих - 0,8 % — азіатів - 0,4 % — чорних або афроамериканців - 0,1 % — корінних американців |

До двох чи більше рас належало 1,0 %. Частка іспаномовних становила 1,1 % від усіх жителів.
За віковим діапазоном населення розподілялося таким чином: 19,3 % — особи молодші 18 років, 59,2 % — особи у віці 18—64 років, 21,5 % — особи у віці 65 років та старші. Медіана віку мешканця становила 45,4 року. На 100 осіб жіночої статі у місті припадало 90,3 чоловіків; на 100 жінок у віці від 18 років та старших — 87,1 чоловіків також старших 18 років.
Середній дохід на одне домашнє господарство становив 85 028 доларів США (медіана — 72 920), а середній дохід на одну сім'ю — 95 508 доларів (медіана — 83 836). Медіана доходів становила 63 385 доларів для чоловіків та 42 732 долари для жінок. За межею бідності перебувало 6,7 % осіб, у тому числі 7,6 % дітей у віці до 18 років та 7,8 % осіб у віці 65 років та старших.
Цивільне працевлаштоване населення становило 8767 осіб. Основні галузі зайнятості: освіта, охорона здоров'я та соціальна допомога — 29,3 %, роздрібна торгівля — 13,5 %, виробництво — 9,1 %, науковці, спеціалісти, менеджери — 8,6 %.

### Перепис 2000
За даними перепису 2000 року
на території муніципалітету мешкало 18 234 людей, було 6 987 садиб та сімей.
Густота населення становила 868,1 осіб/км². З 6 987 садиб у 28,1% проживали діти до 18 років, подружніх пар, що мешкали разом, було 62,4%,
садиб, у яких господиня не мала чоловіка — 9,8%, садиб без сім'ї — 24,7%.
Власники 12,9% садиб мали вік, що перевищував 65 років, а в 21,5% садиб принаймні одна людина була старшою за 65 років. Кількість людей у середньому на садибу становила 2,57, а в середньому на родину 2,98.
Середній річний дохід на садибу становив 51 770 доларів США, а на родину — 60 067 доларів США. Чоловіки мали дохід 42 036 доларів, жінки — 29 851 доларів. Дохід на душу населення був 22 420 доларів. Приблизно 3,2% родин та 4% населення жили за межею бідності.